# Glenea multiguttata
Glenea multiguttata é uma espécie de escaravelho da família Cerambycidae. Foi descrita por Félix Édouard Guérin-Méneville em 1843, originalmente sobe o género Saperda.  É conhecida a sua existência na Índia.  Alimenta-se em Mangifera indica.